# Armenischer Fußballpokal 2001
Der armenische Fußballpokal 2001 war die zehnte Austragung des Pokalwettbewerbs in Armenien.
16 Mannschaften waren startberechtigt. MIKA Aschtarak konnte den Titel erfolgreich verteidigen und gewann zum zweiten Mal den Pokal. Im Finale wurde der FA Ararat Jerewan nach Elfmeterschießen besiegt.

## Modus
Der Pokal wurde in vier Runden ausgetragen. Bis zum Halbfinale wurden die Sieger in Hin- und Rückspiel ermittelt. Bei Torgleichstand entschied zunächst die Anzahl der Auswärts erzielten Tore, danach eine Verlängerung, wurde in dieser nach zweimal 15 Minuten keine Entscheidung erreicht, folgte ein Elfmeterschießen, bis der Sieger ermittelt war. Das Finale wurde in einem Spiel in Jerewan ausgetragen.

## Achtelfinale
| Datum             |                     | Gesamt |                          | Hinspiel | Rückspiel |
| ----------------- | ------------------- | ------ | ------------------------ | -------- | --------- |
| 07.04./12.04.2001 | FA Ararat Jerewan   | 9:0    | SKIF Jerewan             | 3:0      | 6:0       |
| 07.04./12.04.2001 | Lernagorts Kapan    | 3:4    | FC Karabach Jerewan      | 1:1      | 2:3       |
| 07.04./12.04.2001 | FC Lori Wanadsor    | 0:4    | FC Kilikia Jerewan       | 0:4      | 0:0       |
| 07.04./12.04.2001 | FC Pjunik Jerewan 2 | 01:10  | FC Schirak Gjumri        | 1:6      | 0:4       |
| 08.04./13.04.2001 | Banants Jerewan     | 4:7    | Ararat-Impeks Jerewan    | 3:5      | 1:2       |
| 08.04./13.04.2001 | Dinamo-2000 Jerewan | 2:6    | FC Pjunik Jerewan        | 0:2      | 2:4       |
| 08.04./13.04.2001 | FC Malatia Jerewan  | 1:7    | MIKA Aschtarak           | 1:2      | 0:5       |
| 08.04./13.04.2001 | FC Kotajk Abowjan   | 1:6    | FC Zvartnots-AAL Jerewan | 0:3      | 1:3       |

## Viertelfinale
| Datum             |                          | Gesamt |                       | Hinspiel | Rückspiel |
| ----------------- | ------------------------ | ------ | --------------------- | -------- | --------- |
| 22.04./27.04.2001 | FC Schirak Gjumri        | 1:1    | FC Kilikia Jerewan    | 1:1      | 1 – 1     |
| 22.04./27.04.2001 | FC Karabach Jerewan      | 2:4    | FA Ararat Jerewan     | 0:2      | 2:2       |
| 23.04./28.04.2001 | FC Pjunik Jerewan        | 3:2    | Ararat-Impeks Jerewan | 2:1      | 1:1       |
| 22.04./28.04.2001 | FC Zvartnots-AAL Jerewan | 2:3    | MIKA Aschtarak        | 0:1      | 2:2       |

## Halbfinale
| Datum             |                   | Gesamt |                   | Hinspiel | Rückspiel |
| ----------------- | ----------------- | ------ | ----------------- | -------- | --------- |
| 03.05./12.05.2001 | FC Schirak Gjumri | 1:3    | FA Ararat Jerewan | 1:2      | 0:1       |
| 04.05./13.05.2001 | MIKA Aschtarak    | 4:2    | FC Pjunik Jerewan | 2:1      | 2:1       |

## Finale
| MIKA Aschtarak                                                       | MIKA Aschtarak | FA Ararat Jerewan | FA Ararat Jerewan |
| -------------------------------------------------------------------- | --- | --- | ----------------- |
| MIKA Aschtarak                                                       | \| 27. Mai 2001 in Jerewan (Wasken Sarkissjan Republikanisches Stadion) \| \| Ergebnis: 1:1 n. V. (1:1, 0:0), 4:3 i. E. \| \| Zuschauer: 7.500 \| \| Schiedsrichter: S. Kasarjan \|                                                                                             | \| 27. Mai 2001 in Jerewan (Wasken Sarkissjan Republikanisches Stadion) \| \| Ergebnis: 1:1 n. V. (1:1, 0:0), 4:3 i. E. \| \| Zuschauer: 7.500 \| \| Schiedsrichter: S. Kasarjan \| | FA Ararat Jerewan |
| MIKA Aschtarak                                                       | Tigran Aslanjan – Armen Petikjan , Arsen Dallakjan, Aram Awanesjan (67. David Grigorjan), Grigor Mkrttschjan – Karen Muradjan, Hakob Mamuljan (78. Stuard Manutscharjan), Armen Markosjan, Abraham Chaschmanjan – Samvel Nikoljan, Karen Grigorjan Cheftrainer: Eduard Markarow | Majis Asisjan – Armen Arakeljan (51. Arsen Ajwasjan), Artur Minasjan, Aleksandr Tadewosjan, Aghwan Mkrttschjan – Haik Geworgjan, Edgar Safarjan (91. Artur Petrosjan), Owakim Owakimjan, Hamlet Mchitarjan (86. Ara Nigorjan) – Emil Mesropjan (64. Karen Barsegjan), Tigran Jesajan Cheftrainer: Arkadi Andreasjan | FA Ararat Jerewan |
| MIKA Aschtarak                                                       | 1:0 Samvel Nikoljan (53.) | 1:1 Tigran Jesajan (56.) | FA Ararat Jerewan |
| MIKA Aschtarak                                                       | Elfmeterschießen | | FA Ararat Jerewan |
| MIKA Aschtarak                                                       | 1:0 Samvel Nikoljan Karen Muradjan 2:1 Armen Markosjan 3:2 Grigor Mkrttschjan 4:3 Armen Petikjan | 1:1 Tigran Jesajan Owakim Owakimjan 2:2 Ara Nigorjan 3:3 Karen Barsegjan ? | FA Ararat Jerewan |
| MIKA Aschtarak                                                       | Karen Grigorjan, Armen Petikjan | Armen Arakeljan, Majis Asisjan, Hamlet Mchitarjan, Owakim Owakimjan | FA Ararat Jerewan |
| 27. Mai 2001 in Jerewan (Wasken Sarkissjan Republikanisches Stadion) | | |                   |
| Ergebnis: 1:1 n. V. (1:1, 0:0), 4:3 i. E.                            | | |                   |
| Zuschauer: 7.500                                                     | | |                   |
| Schiedsrichter: S. Kasarjan                                          | | |                   |